# 東京家政学院大学の人物一覧
東京家政学院大学の人物一覧は東京家政学院大学に関係する人物の一覧記事。

## 著名な教職員
- 天野正子 (社会学者、元・東京家政学院大学学長)
- 鵜澤昌和（経営学者、元・東京家政学院大学学長)
- 江原絢子 (食文化史研究者、東京家政学院大学名誉教授)
- 西海賢二 (民俗学者、東京家政学院大学名誉教授)
- 岩見哲夫 (極地生物学者、東京家政学院大学教授)
- 永澤幸七 (心理学者、東京家政学院大学名誉教授)
- 廣江彰（経済学者、前東京家政学院大学学長）

## 出身者

### 経済
- 中原暢子 (建築家)
- 中村久仁子 (サークルラバー社長)

### 教育・研究
- 城戸崎愛 (料理研究家、東京家政学院大学名誉教授)
- 新島正子 (沖縄調理師専門学校校長)
- 南部明子 (光塩学園女子短期大学元学長)
- 羽場みきえ（舘田学園元理事長）
- 松本紀子 (鎌倉女子大学学園主)
- 小原和歌 (小原あみもの学園学園長、現代編物研究会会長)
- 宗像伸子 (ヘルスプランニング・ムナカタ主宰)
- 佐久間昭子 (東京家政学院大学元教授)
- 藤居眞理子 (東京家政学院大学名誉教授)
- 小口悦子 (東京家政学院大学名誉教授)

### 文学
- 中城ふみ子（歌人)(1922 - 1954）

### 芸能
- 高橋和枝（声優)(1929 - 1999）（旧制本科卒）
- 来宮良子（声優)(1931 - 2013）（短期大学中退）
- 藤間章宝 (日本舞踊家)
- 人見早苗（女優）
- 波照間てるこ。（お笑い芸人）
- 吉沢由起（元女優）（短期大学中退）

### ジャーナリズム
- 豊岡弘子 (学校給食専門誌「学校の食事」編集者)

### スポーツ
- 金子正子 (日本水泳連盟理事) ロサンゼルス五輪アーティスティックスイミングのチームリーダー
- 横山正枝 (日本初の大学卒の女性プロゴルファー)

### その他
- 金子ひろみ (スポーツ管理栄養士) 有森裕子、高橋尚子等の食事管理